# Klubi Sportiv Lushnja
El Klubi Sportiv Lushnja és un club de futbol albanès de la ciutat de Lushnjë.

## Història
Evolució del nom:
- 1926: KS Lushnja
- 1945: KS Traktori Lushnja
- 1950: SK Lushnja
- 1951: Puna Lushnja
- 1958: KS Traktori Lushnja
- 1991: KS Lushnja

## Palmarès
- Segona divisió de la lliga albanesa: 5 
  - 1960, 1982, 1988, 1990, 1996

## Futbolistes destacats
| N. | Pos. | Nac. | Jugador       |
| -- | ---- | --- | ------------- |
| —  | POR  | [[Fitxer:Flag of Albania.svg\|23x15px\|border \|alt=Albània\|link=Selecció de futbol d'Albània\|{{#if:\|]] | Arjon Mustafa |

| N. | Pos. | Nac. | Jugador    |
| -- | ---- | --- | ---------- |
| —  | DAV  | [[Fitxer:Flag of Albania.svg\|23x15px\|border \|alt=Albània\|link=Selecció de futbol d'Albània\|{{#if:\|]] | Bekim Kuli |